# Загорьевский проезд
Заго́рьевский прое́зд (название с 14 марта 1964 года) — проезд в Южном административном округе города Москвы на территории района Бирюлёво Восточное.

## История

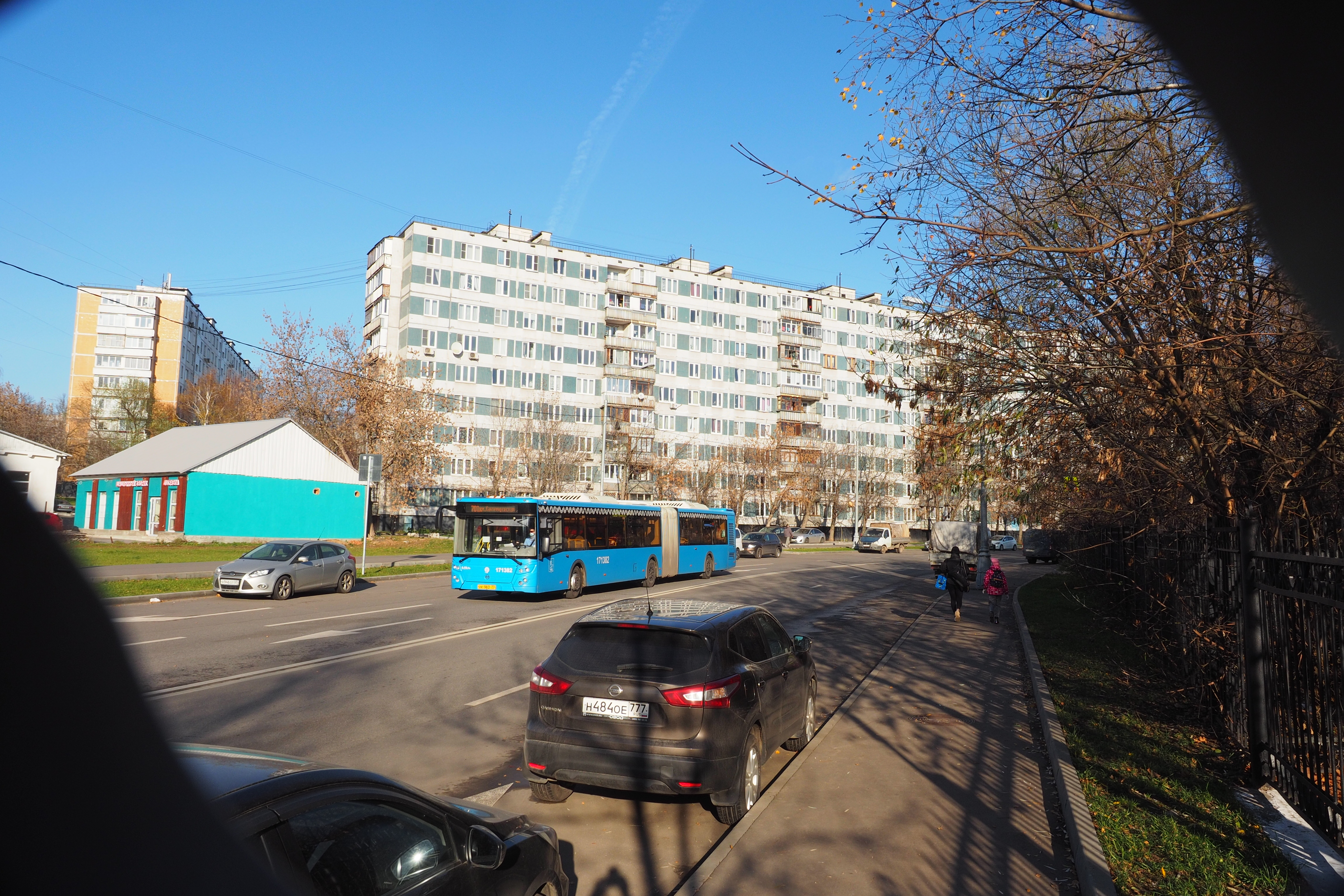
Общий вид Загорьевского проезда в восточном направлении

Проезд получил своё название 14 марта 1964 года по расположению на территории бывшего посёлка Загорье.

## Расположение
Загорьевский проезд проходит от Михневской улицы на юг, поворачивает на запад и затем снова на юг, проходит параллельно путям Павелецкого направления Московской железной дороги, поворачивает на восток и проходит параллельно МКАД, с севера к проезду примыкает Михневский проезд, Загорьевский проезд поворачивает на северо-восток, с севера к нему примыкает Ягодная улица, Загорьевский проезд поворачивает на восток, затем на северо-восток и проходит до Липецкой улицы. Между Загорьевским проездом, Михневским проездом и Ягодной улицей расположены Нижний и Верхний Бирюлёвские пруды на Михневским ручье, между Загорьевским проездом, Липецкой улицей и МКАД — Герценский парк (бывшая усадьба Загорье) с Герценским прудом на реке Журавенке. Нумерация домов начинается от Михневской улицы.

## Примечательные здания и сооружения
По нечётной стороне:
- д. 3, к. 4 — детский сад № 1359;
- д. 7, к. 3 — школа № 942;
- д. 13 — центр образования «Загорье» № 1861 (средняя школа).

По чётной стороне:
- д. 2 — Булатниковская канализационная насосная станция.

## Транспорт

### Автобус
с809 станция Бирюлево-Товарная
м88 ст. м. Царицыно

### Метро
- Станция метро «Аннино» Серпуховско-Тимирязевской линии — западнее проезда, на Варшавском шоссе.
- Станция метро «Домодедовская» Замоскворецкой линии — северо-восточнее проезда, на пересечении Орехового бульвара с улицей Генерала Белова и Каширским шоссе.
- Станция метро «Орехово» Замоскворецкой линии — севернее проезда, на Шипиловском проезде.
- Станция метро «Улица Академика Янгеля» Серпуховско-Тимирязевской линии — западнее проезда, на пересечении Варшавского шоссе с улицей Академика Янгеля и Россошанской улицей.
- Станция метро «Царицыно» Замоскворецкой линии — севернее проезда, на пересечении Каспийской и Луганской улиц.

### Железнодорожный транспорт
- Платформа Бирюлёво-Пассажирская Павелецкого направления Московской железной дороги — северо-западнее проезда, между Булатниковским проездом и Михневской улицей.